# Vágur
Vágur je přístavní město na Faerských ostrovech, administrativní centrum stejnojmenné obce. Nachází se na východním pobřeží fjordu Vágsfjørður na ostrově Suðuroy; v blízkosti obce leží vesnice Nes. V roce 2005 zde žilo 1420 obyvatel.

## Historie a současnost
Obec byla založena ve 14. století; první písemná zmínka pochází z roku 1350. V roce 1584 zde podle dobového soupisu žilo 17 obyvatel.
V roce 1860 založil místní rodák Jákup Dahl v západní části obce společnost J. Dahl Ltd., která se brzy stala jednou z největších obchodních a lodních společností Faerských ostrovů. V roce 1921 byla severozápadně od obce postavena první vodní elektrárna na Faerských ostrovech, roku 1939 byl v obci dokončen nový kostel a v roce 1951 byla postavena a otevřena nová místní škola.
V současnosti je zde například hotel, banka, zdravotní středisko a různé obchody, dále sportovní hala a plavecký bazén. Vedle přístavu se nachází moderní závod na zpracování ryb. Je zde muzeum maleb místního malíře Rutha Smithe a poblíž hlavní obecné cesty má svůj památník faerský národní hrdina Nólsoyar Páll.

## Osobnosti
- Rúni Brattaberg (* 1966), operní pěvkyně
- Jacob Dahl (1878–1944), teolog
- Marita Petersen (1940–2001), pedagožka a politička
- Ruth Smith (1913–1958), malíř a grafik
- Dánjal Martin Hofgaard (* 1989), sportovec
- Pál Joensen (* 1990), plavec

## Partnerská města
- Nakskov,  Dánsko
- Sandgerði,  Island

## Galerie

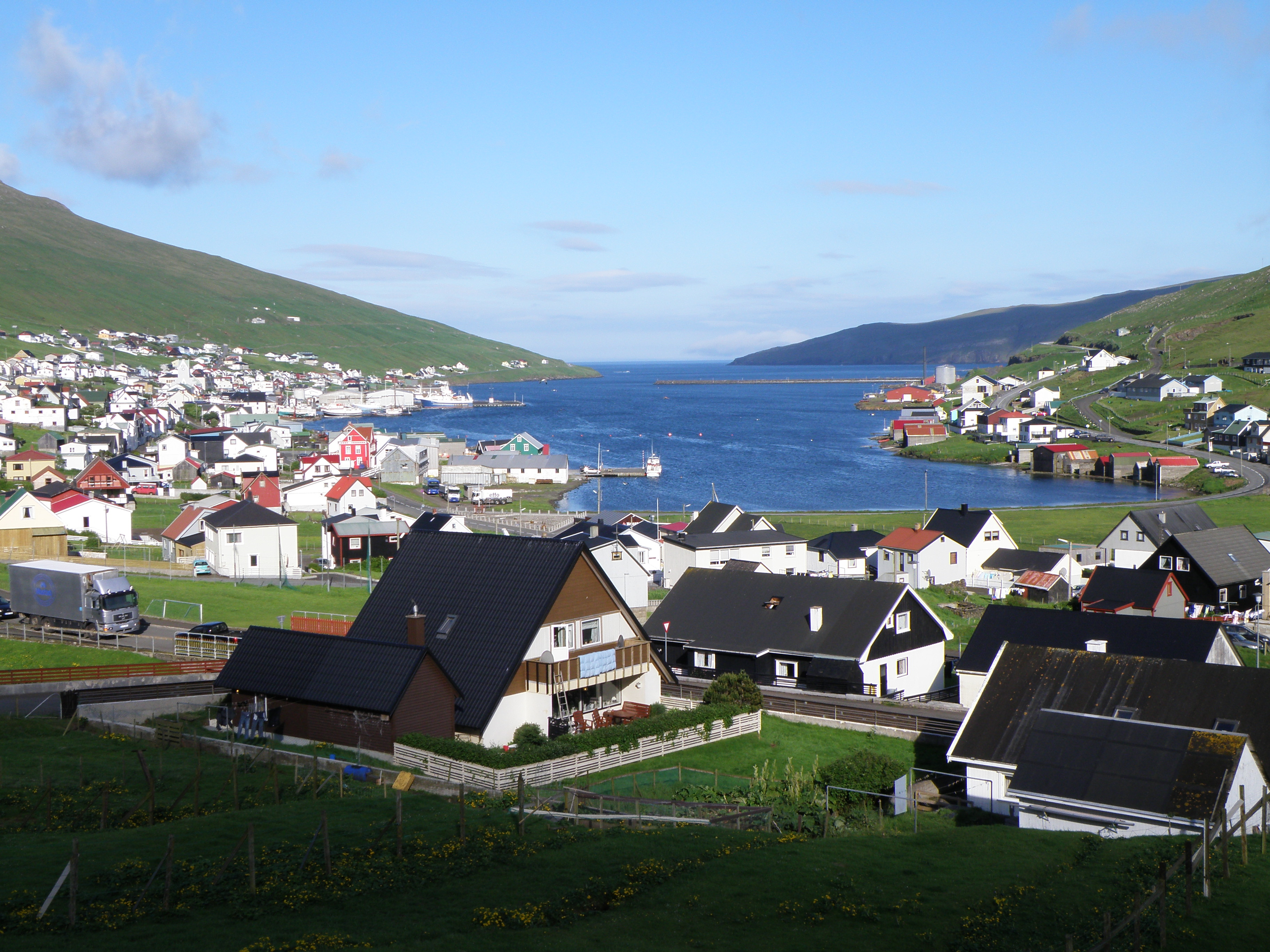
Pohled na obec
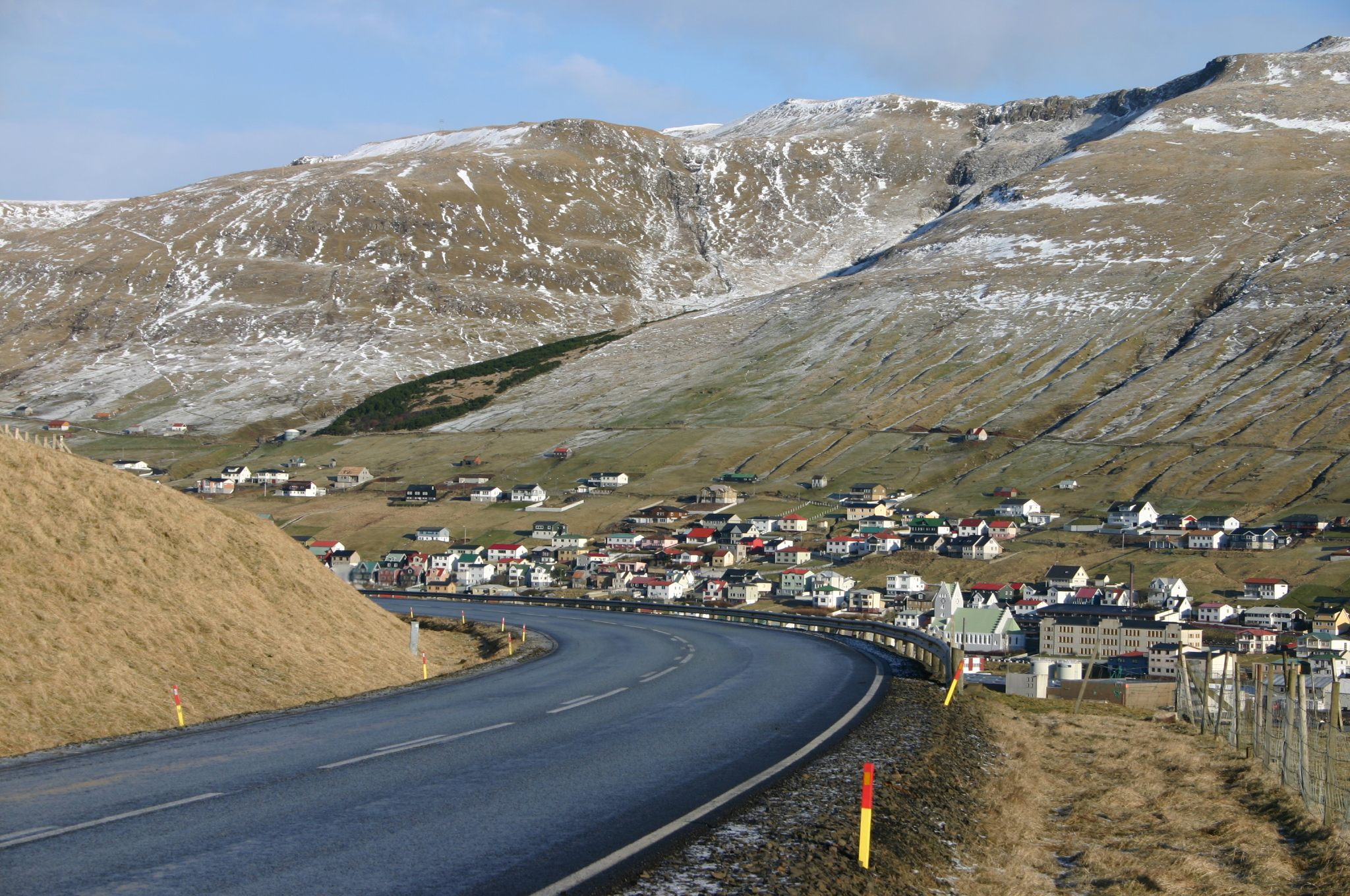
Pohled na obec
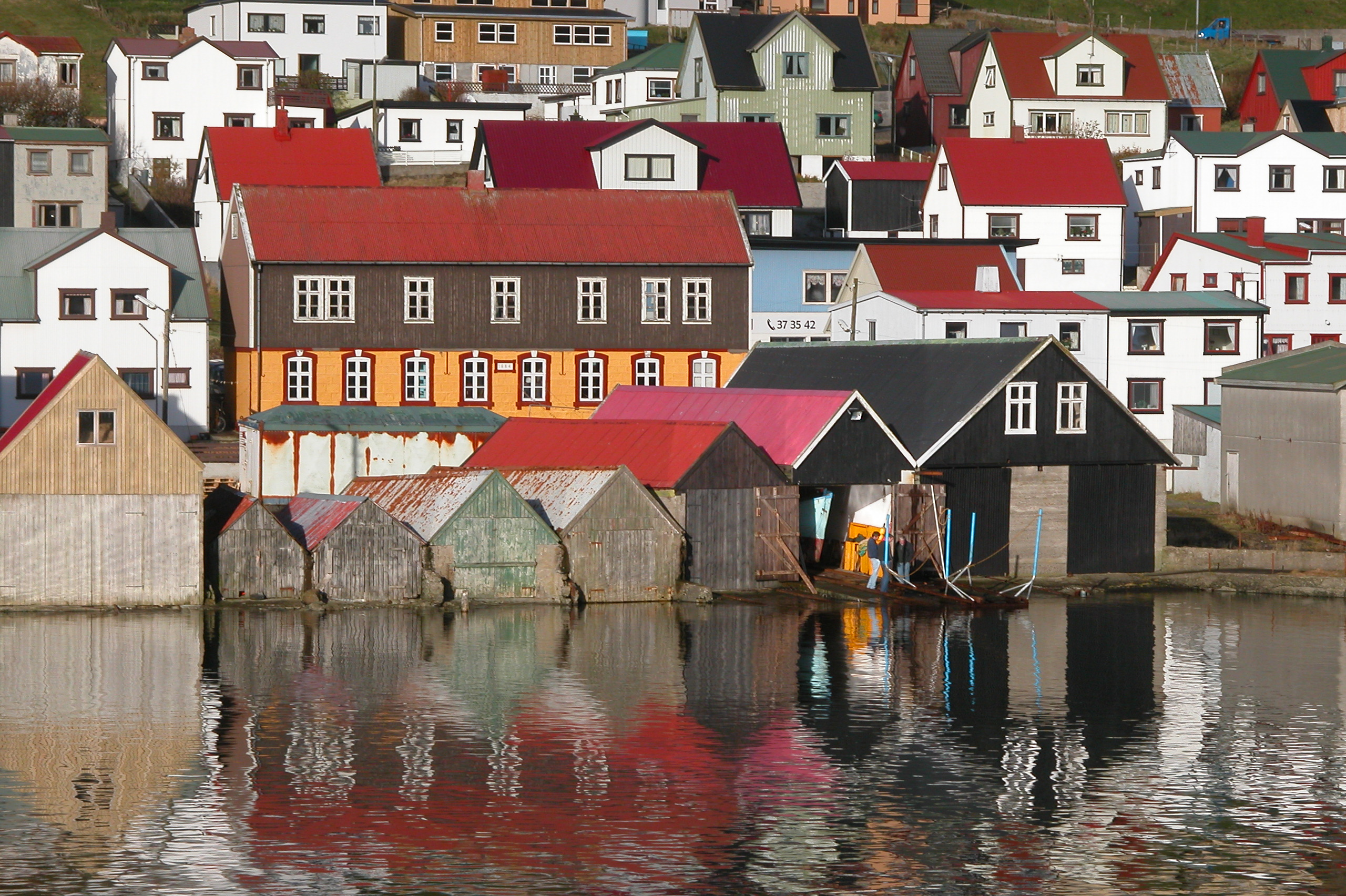
Pohled na obec
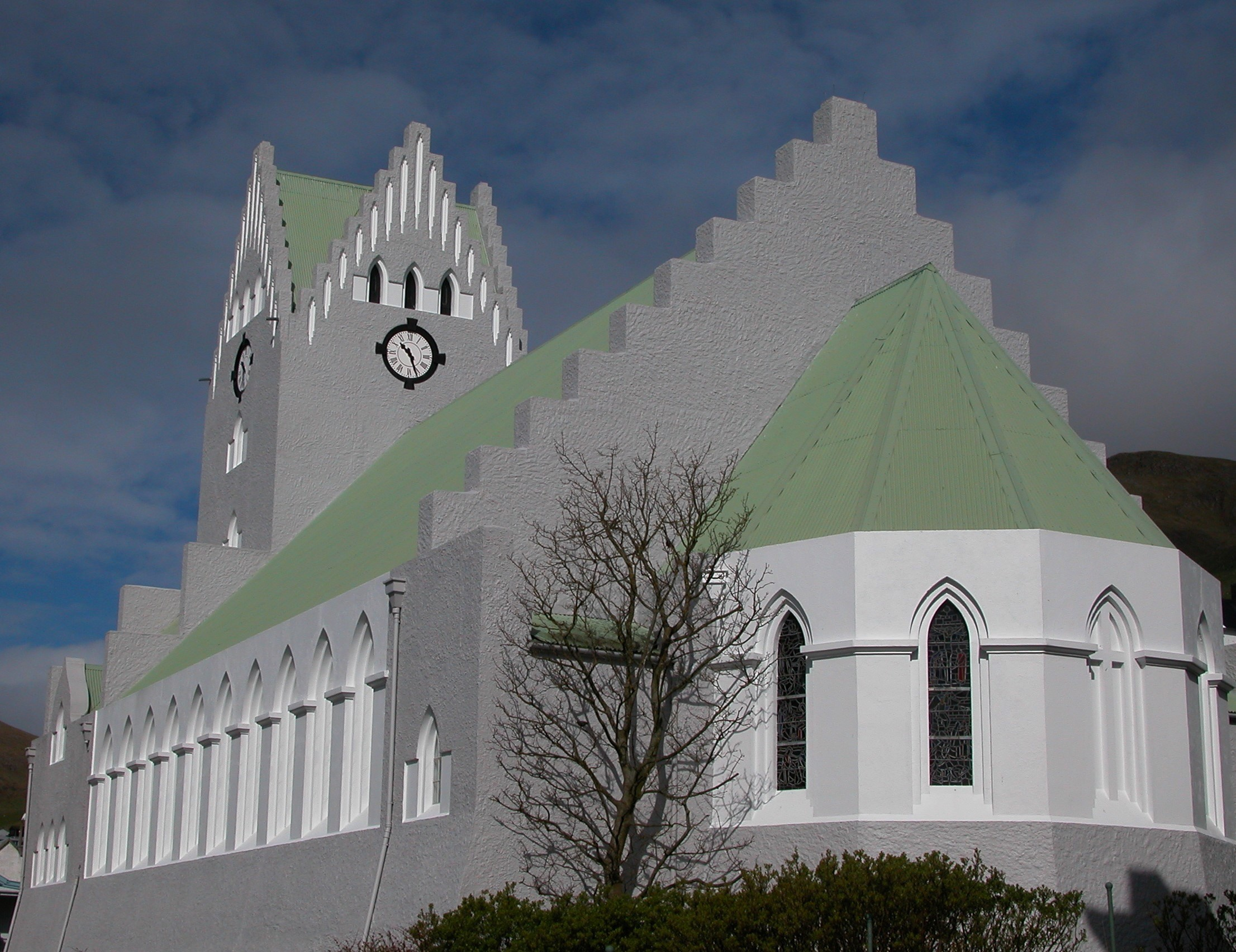
Místní kostel
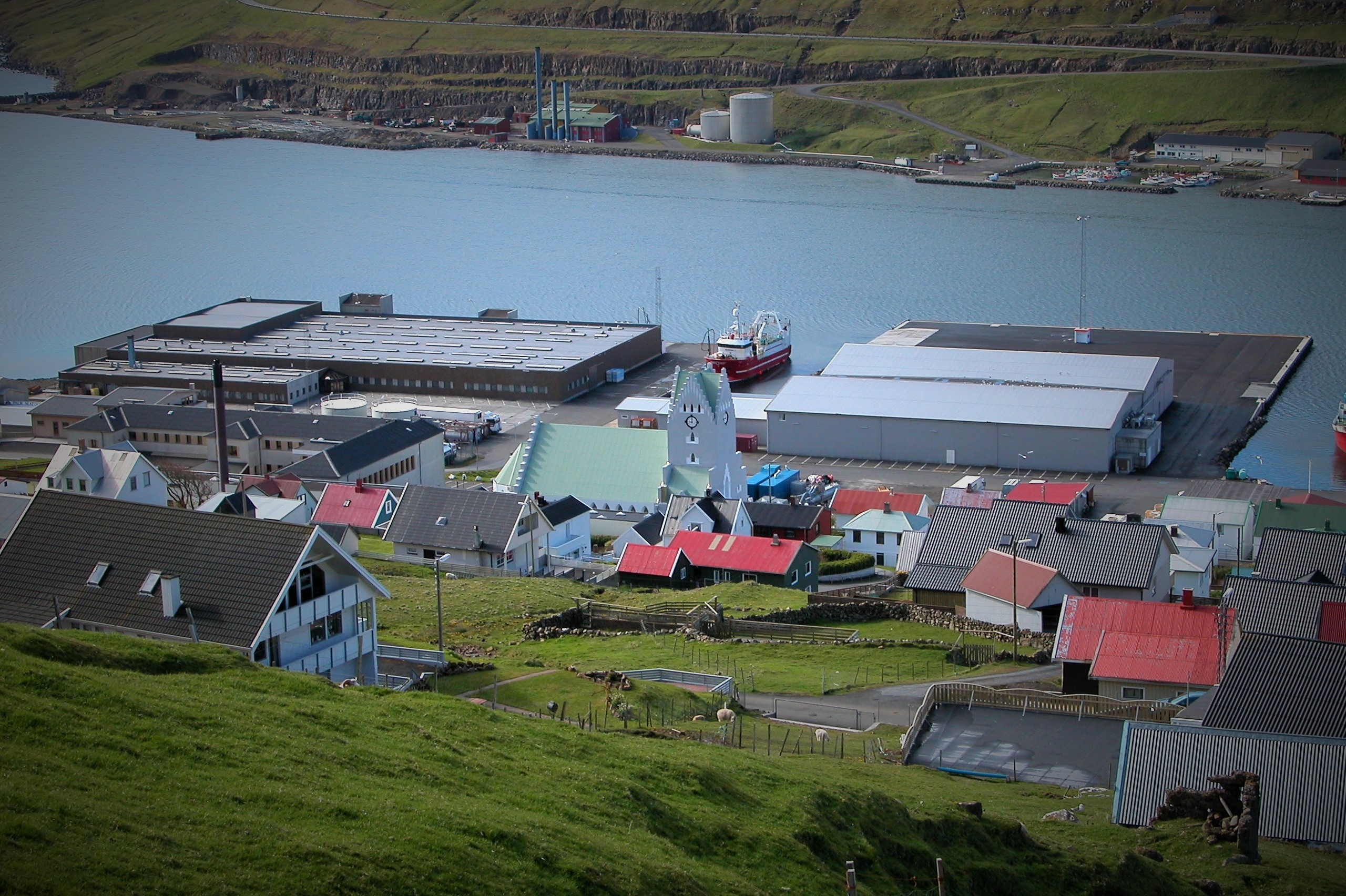
Místní továrna na zpracování ryb